# 1900년 하계 올림픽 롱그폼
1900년 하계 올림픽 롱그폼은 프랑스 파리에서 개최된 1900년 하계 올림픽의 비공식 종목이다.

## 같이 보기
- 롱그폼